# ایان دیویس (بازیکن فوتبال)
ایان دیویس (انگلیسی: Ian Davies؛ زادهٔ ۲۹ مارس ۱۹۵۷) بازیکن فوتبال اهل بریتانیا است.
از باشگاه‌هایی که در آن بازی کرده‌است می‌توان به باشگاه فوتبال کمبریج یونایتد، باشگاه فوتبال سوانزی سیتی، باشگاه فوتبال بری، باشگاه فوتبال بریستول راورز، باشگاه فوتبال اکستر سیتی، باشگاه فوتبال نوریچ سیتی، باشگاه فوتبال کارلایل یونایتد، باشگاه فوتبال منچستر سیتی، باشگاه فوتبال برنتفورد، و باشگاه فوتبال نیوکاسل یونایتد اشاره کرد.
وی همچنین در تیم ملی فوتبال زیر ۲۱ سال ولز بازی کرده‌است.